# Oscar 2012
Cea de-a 84-a ediție a Premiilor Academiei Americane de Film a avut loc în ziua de 26 februarie 2012 la Hollywood & Highland Center (Kodak Theatre fiind redenumit astfel după retragerea companiei Kodak din postura de sponsor), din Hollywood, California.
Filmele Artistul și Hugo au câștigat fiecare câte cinci premii, primului fiindu-i acordate, printre altele, premiile pentru Cel mai bun film și pentru Cel mai bun actor într-un rol principal, Jean Dujardin. The Iron Lady a câștigat două premii, cel pentru Cea mai bună actriță într-un rol principal, acordat lui Meryl Streep și Cel mai bun machiaj.
Artistul a devenit primul film mut în 83 de ani (după Wings, care a câștigat premiul pentru Cel mai bun film la prima ediție a Oscarurilor) și primul film francez care a câștigat premiul pentru Cel mai bun film.

## Câștigători și nominalizări

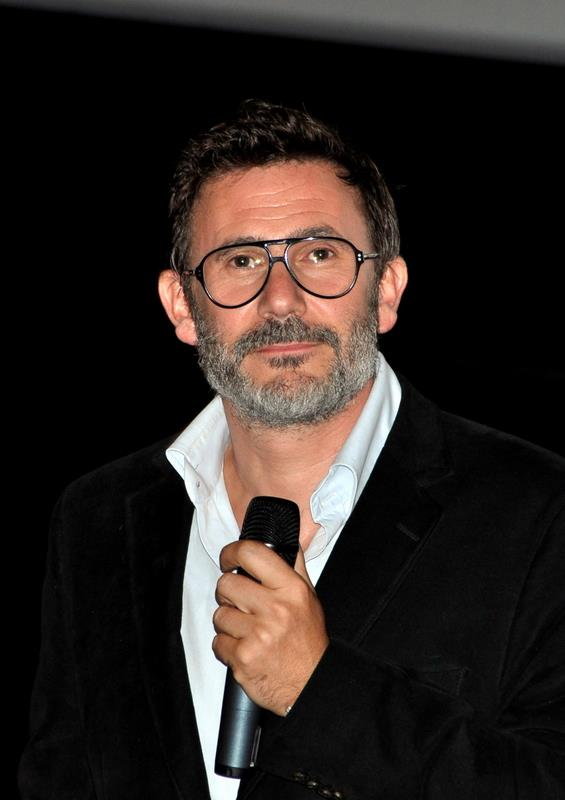
Michel Hazanavicius, Cel mai bun regizor

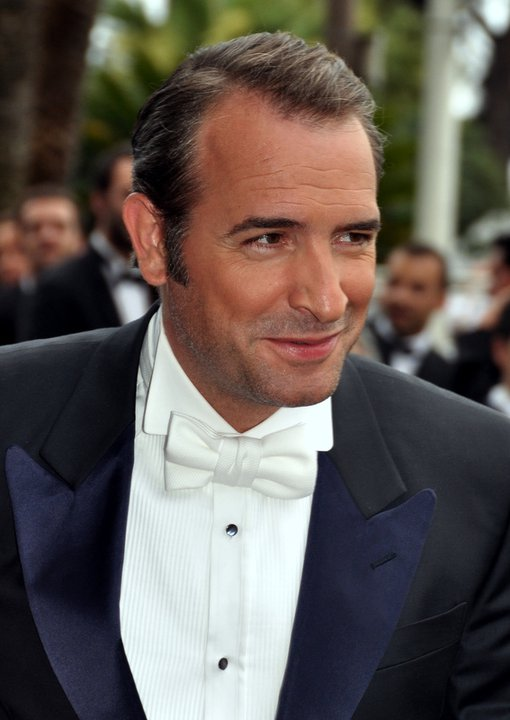
Jean Dujardin, Cel mai bun actor

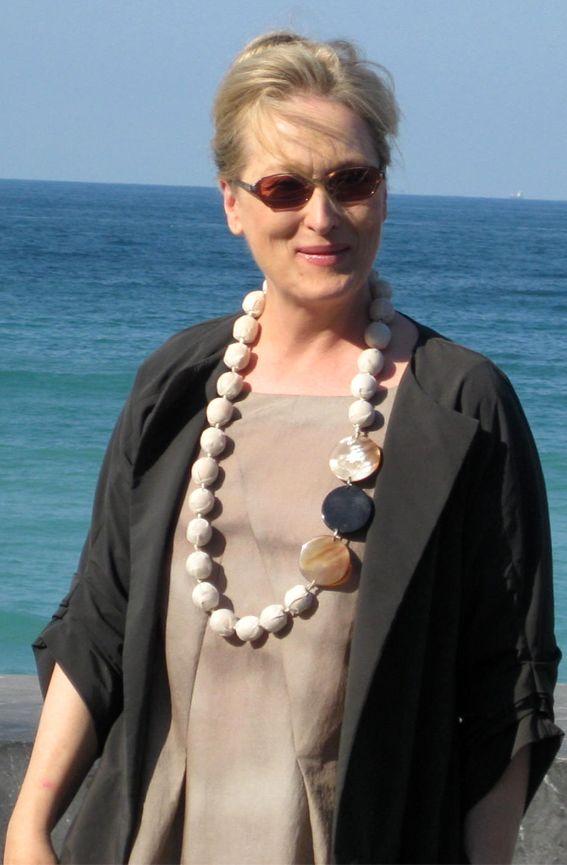
Meryl Streep, Cea mai bună actriță

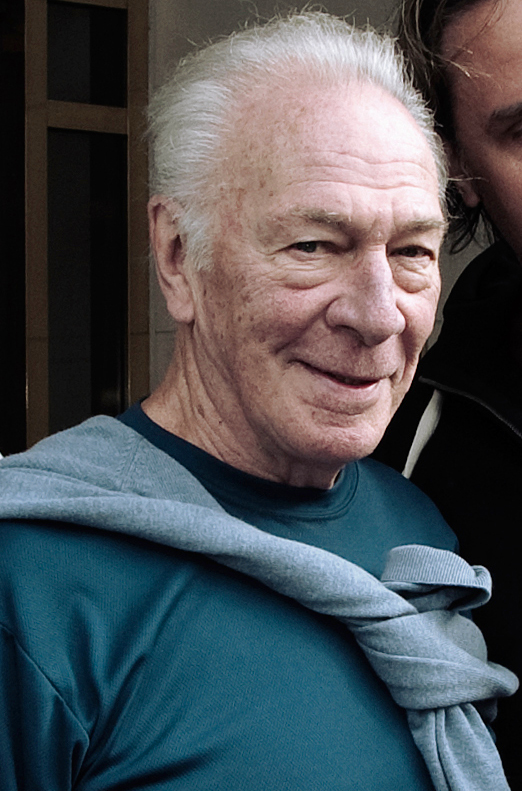
Christopher Plummer, Cel mai bun actor într-un rol secundar

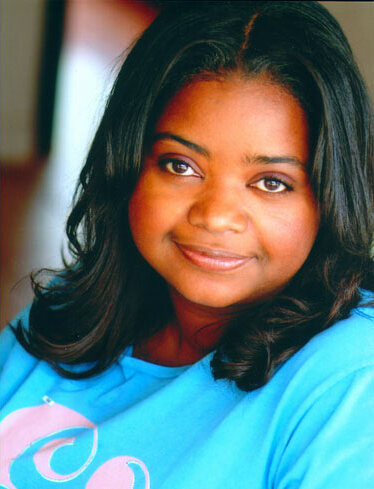
Octavia Spencer, Cea mai bună actriță în rol secundar

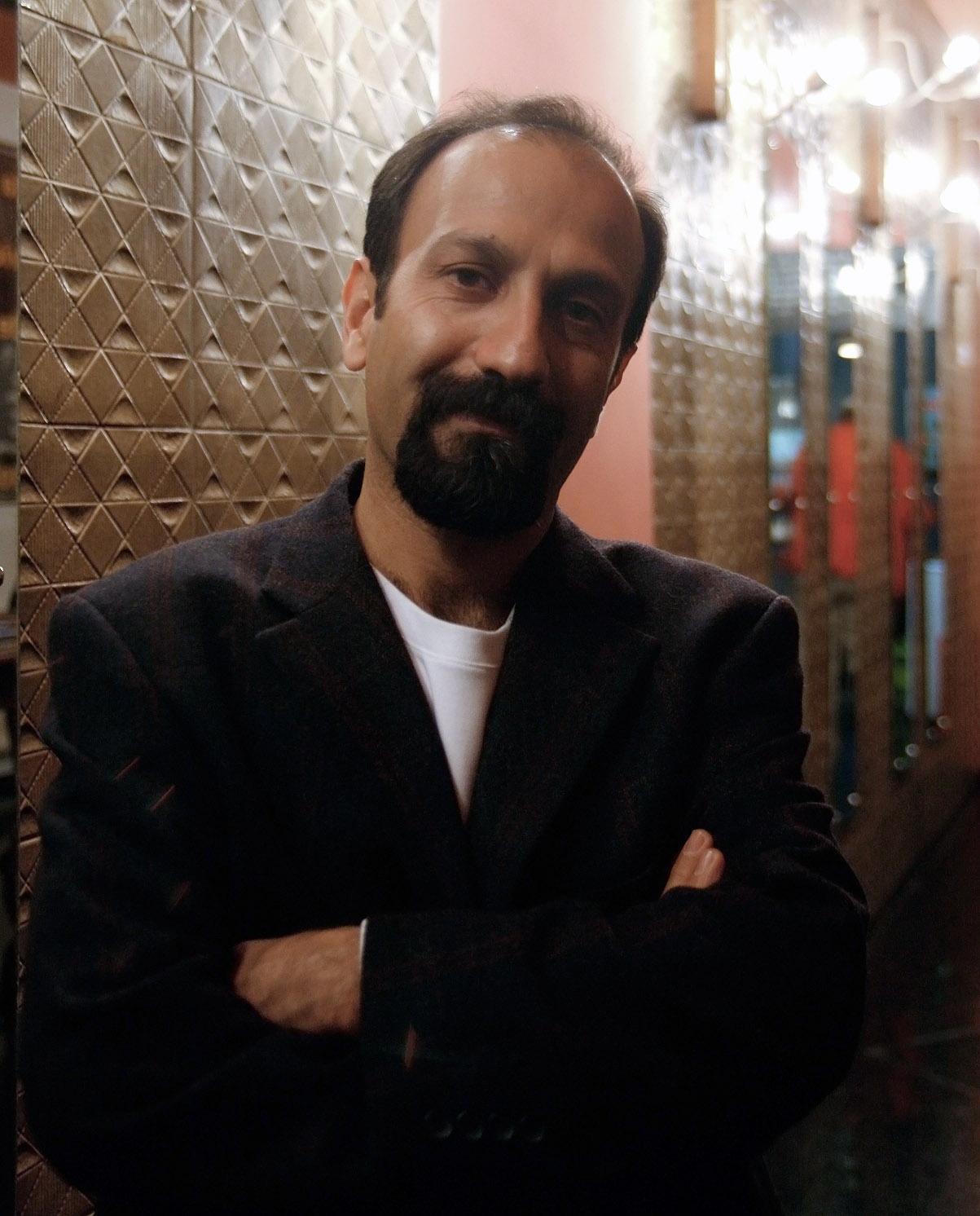
Asghar Farhadi, Cel mai bun film străin

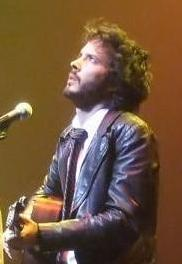
Bret McKenzie, Cea mai bună melodie originală

Câștigătorii sunt trecuți primii pe listă și sunt scriși îngroșat.
| Cel mai bun film | Cel mai bun regizor |
| --- | --- |
| Artistul – Thomas Langmann - The Descendants – Jim Burke, Jim Taylor, și Alexander Payne - Extremely Loud și Incredibly Close – Scott Rudin - The Help – Brunson Green, Chris Columbus, și Michael Barnathan - Hugo – Graham King și Martin Scorsese - Midnight in Paris – Letty Aronson și Stephen Tenenbaum - Moneyball – Michael De Luca, Rachael Horovitz, și Brad Pitt - The Tree of Life – Dede Gardner, Sarah Green, Grant Hill, și Bill Pohlad - War Horse – Steven Spielberg și Kathleen Kennedy | Michel Hazanavicius – Artistul - Woody Allen – Midnight in Paris - Terrence Malick – The Tree of Life - Alexander Payne – The Descendants - Martin Scorsese – Hugo |
| Cel mai bun actor | Cea mai bună actriță |
| Jean Dujardin – Artistul ca George Valentin - Demián Bichir – A Better Life ca Carlos Galindo - George Clooney – The Descendants ca Matt King - Gary Oldman – Tinker Tailor Soldier Spy ca George Smiley - Brad Pitt – Moneyball ca Billy Beane | Meryl Streep – The Iron Lady ca Margaret Thatcher - Glenn Close – Albert Nobbs ca Albert Nobbs - Viola Davis – The Help ca Aibileen Clark - Rooney Mara – The Girl with the Dragon Tattoo ca Lisbeth Salander - Michelle Williams – My Week with Marilyn ca Marilyn Monroe |
| Cel mai bun actor în rol secundar | Cea mai bună actriță în rol secundar |
| Christopher Plummer – Beginners ca Hal Fields - Kenneth Branagh – My Week with Marilyn ca Laurence Olivier - Jonah Hill – Moneyball ca Peter Brand - Nick Nolte – Warrior ca Paddy Conlon - Max von Sydow – Extremely Loud și Incredibly Close ca The Renter | Octavia Spencer – The Help ca Minny Jackson - Bérénice Bejo – Artistul ca Peppy Miller - Jessica Chastain – The Help ca Celia Foote - Melissa McCarthy – Bridesmaids ca Megan Price - Janet McTeer – Albert Nobbs ca Hubert Page |
| Cel mai bun scenariu original | Cel mai bun scenariu adaptat |
| Midnight in Paris – Woody Allen - Artistul – Michel Hazanavicius - Bridesmaids – Kristen Wiig și Annie Mumolo - Margin Call – J.C. Chandor - A Separation – Asghar Farhadi | The Descendants – Alexander Payne, Nat Faxon, și Jim Rash din The Descendants de Kaui Hart Hemmings - Hugo – John Logan din The Invention of Hugo Cabret de Brian Selznick - The Ides of March – George Clooney, Grant Heslov, și Beau Willimon din Farragut North de Beau Willimon - Moneyball – Scenariu de Steven Zaillian și Aaron Sorkin; Poveste de Stan Chervin din Moneyball de Michael Lewis - Tinker Tailor Soldier Spy – Bridget O'Connor și Peter Straughan din Tinker, Tailor, Soldier, Spy de John le Carré |
| Cel mai bun film de animație | Cel mai bun film străin |
| Rango – Gore Verbinski - A Cat in Paris – Alain Gagnol și Jean-Loup Felicioli - Chico și Rita – Fernando Trueba și Javier Mariscal - Kung Fu Panda 2 – Jennifer Yuh Nelson - Puss in Boots – Chris Miller | A Separation (Iran) în persană – Asghar Farhadi - Bullhead (Belgia) în daneză și franceză – Michaël R. Roskam - Footnote (Israel) în ebraică – Joseph Cedar - In Darkness (Polonia) în poloneză – Agnieszka Holland - Monsieur Lazhar (Canada) în franceză – Philippe Falardeau |
| Cel mai bun film documentar | Cel mai bun scurt metraj documentar |
| Undefeated – TJ Martin, Dan Lindsay, și Richard Middlemas - Hell și Back Again – Danfung Dennis și Mike Lerner - If a Tree Falls: A Story of the Earth Liberation Front – Marshall Curry și Sam Cullman - Paradise Lost 3: Purgatory – Joe Berlinger și Bruce Sinofsky - Pina – Wim Wenders și Gian-Piero Ringel | Saving Face – Sharmeen Obaid-Chinoy și Daniel Junge - The Barber of Birmingham: Foot Soldier of the Civil Rights Movement – Robin Fryday și Gail Dolgin - God Is the Bigger Elvis – Rebecca Cammisa și Julie Anderson - Incident in New Baghdad – James Spione - The Tsunami și the Cherry Blossom – Lucy Walker și Kira Carstensen |
| Cel mai bun scurtmetraj de ficțiune | Cel mai bun scurt metraj de animație |
| The Shore – Terry George și Oorlagh George - Pentecost – Peter McDonald și Eimear O'Kane - Raju – Max Zähle și Stefan Gieren - Time Freak – Andrew Bowler și Gigi Causey - Tuba Atlantic – Hallvar Witzø | The Fantastic Flying Books of Mr. Morris Lessmore – William Joyce și Brandon Oldenburg - Dimanche – Patrick Doyon - La Luna – Enrico Casarosa - A Morning Stroll – Grant Orchard și Sue Goffe - Wild Life – Amanda Forbis și Wendy Tilby |
| Cea mai bună coloană sonoră | Cea mai bună melodie originală |
| Artistul – Ludovic Bource - The Adventures of Tintin – John Williams - Hugo – Howard Shore - Tinker Tailor Soldier Spy – Alberto Iglesias - War Horse – John Williams | "Man or Muppet" din The Muppets – Bret McKenzie - "Real in Rio" din Rio – Sérgio Mendes, Carlinhos Brown, și Siedah Garrett |
| Cea mai bună editare sonoră | Cel mai bun mixaj sonor |
| Hugo – Philip Stockton și Eugene Gearty - Drive – Lon Bender și Victor Ray Ennis - The Girl with the Dragon Tattoo – Ren Klyce - Transformers: Fața ascunsă a Lunii – Ethan Van der Ryn și Erik Aadahl - War Horse – Richard Hymns și Gary Rydstrom | Hugo – Tom Fleischman și John Midgley - The Girl with the Dragon Tattoo – David Parker, Michael Semanick, Ren Klyce, și Bo Persson - Moneyball – Deb Adair, Ron Bochar, David Giammarco, și Ed Novick - Transformers: Fața ascunsă a Lunii – Greg P. Russell, Gary Summers, Jeffrey J. Haboush, și Peter J. Devlin - War Horse – Gary Rydstrom, Andy Nelson, Tom Johnson, și Stuart Wilson |
| Cele mai bune decoruri | Cea mai bună imagine |
| Hugo – Dante Ferretti și Francesca Lo Schiavo - Artistul – Laurence Bennett și Robert Gould - Harry Potter și Talismanele Morții. Partea 2 (film) – Stuart Craig și Stephanie McMillan - Midnight in Paris – Anne Seibel și Hélène Dubreuil - War Horse – Rick Carter și Lee Sandales | Hugo – Robert Richardson - Artistul – Guillaume Schiffman - The Girl With the Dragon Tattoo – Jeff Cronenweth - The Tree of Life – Emmanuel Lubezki - War Horse – Janusz Kamiński |
| Cel mai bun machiaj | Cele mai bune costume |
| The Iron Lady – Mark Coulier și J. Roy Helland - Albert Nobbs – Martial Corneville, Lynn Johnson, și Matthew W. Mungle - Harry Potter și Talismanele Morții. Partea 2 (film) – Nick Dudman, Amanda Knight, și Lisa Tomblin | Artistul – Mark Bridges - Anonymous – Lisy Christl - Hugo – Sandy Powell - Jane Eyre – Michael O'Connor - W.E. – Arianne Phillips |
| Cel mai bun montaj | Cele mai bune efecte vizuale |
| The Girl with the Dragon Tattoo – Angus Wall și Kirk Baxter - Artistul – Anne-Sophie Bion și Michel Hazanavicius - The Descendants – Kevin Tent - Hugo – Thelma Schoonmaker - Moneyball – Christopher Tellefsen | Hugo – Rob Legato, Joss Williams, Ben Grossmann, și Alex Henning - Harry Potter și Talismanele Morții. Partea 2 (film) – Tim Burke, David Vickery, Greg Butler, și John Richardson - Pumni de oțel – Erik Nash, John Rosengrant, Danny Gordon Taylor, și Swen Gillberg - Rise of the Planet of the Apes – Joe Letteri, Dan Lemmon, R. Christopher White, și Daniel Barrett - Transformers: Fața ascunsă a Lunii – Scott Farrar, Scott Benza, Matthew E. Butler, și John Frazier                                           |

Spre deosibire de celelalte categorii, cele pentru Cel mai bun film străin, Cel mai bun machiaj și Cele mai bune efecte vizuale trec prin mai multe stagii de nominalizare. Pentru acestea, specialiștii Academiei în domeniul aleg primii nominalizați și din aceștia pe cei care se luptă pentru câștigarea premiilor.

## Filme cu mai multe premii și nominalizări
Mai multe premii
- 5: Artistul și Hugo
- 2: The Iron Lady

Mai multe nominalizări
- 11 nominalizări: Hugo
- 10 nominalizări: The Artist
- 6 nominalizări: Moneyball și War Horse
- 5 nominalizări: The Descendants și The Girl with the Dragon Tattoo
- 4 nominalizări: The Help și Midnight in Paris
- 3 nominalizări: Albert Nobbs, Harry Potter și Talismanele Morții. Partea 2 (film), Tinker Tailor Soldier Spy, Transformers: Fața ascunsă a Lunii, și The Tree of Life
- 2 nominalizări: Bridesmaids, Extremely Loud and Incredibly Close, The Iron Lady, My Week with Marilyn și A Separation